# 虹 (斉藤和義の曲)
「虹」（にじ）は、2007年9月5日に発売された斉藤和義33作目のシングル。発売元はSPEEDSTAR RECORDS。

## 解説
アルバム『I ♥ ME』先行シングル。カップリング曲はアルバム未収録曲と越路吹雪のカバーを収録。初回限定盤と通常盤2形態で発売。初回限定盤は「虹」のミュージック・ビデオを収録。
カップリング曲の「眩しい雨」は、じつは斉藤のキャリア初期の作品をリリースしたものであることをインタビューやライブMCなどで本人が語っている。また、「愛の讃歌」は『紅盤』（2007年）のライブツアー「LIVE TOUR 2007 〜紅 ベリー ストロング〜」のセットリスト1曲目にキーボードの弾き語りで演奏されていた。本CDに収録されているのは、そのうちの大阪会場での録音音源である。

## 収録曲
全曲　作詞・作曲・編曲:斉藤和義（特記以外）
1. 虹（4：35）
2. 眩しい雨（4：18）
3. 愛の讃歌（LIVE at ZEPP OSAKA 2007.6.20）（4：35）
  - 作詞: エディット・ピアフ　訳詞:岩谷時子　作曲:マルグリット・モノー

## 初回限定盤DVD
1. 「虹」MUSIC VIDEO